# Isabel de Henao
Isabel de Henao (Lille, 23 de abril de 1170-París, 15 de marzo de 1190) fue reina consorte de Francia entre 1180-1190 como la primera esposa del rey Felipe II de Francia.

## Biografía
Isabel era la hija mayor del conde Balduino V de Henao y Margarita I de Flandes, llamada Margarita de Alsacia, condesa de Flandes por derecho propio.
Cuando tenía un año de edad, su padre la prometió en matrimonio con Enrique, el futuro conde de Champaña. Enrique era sobrino de Adela de Champaña, quien era reina de Francia. En 1179, sus padres juraron que iban a seguir adelante con el compromiso, pero su padre acordó más tarde que se casaría con Felipe II de Francia.

### Matrimonio
Felipe Augusto, quien pretendía la alianza flamenca para eludir las presiones de los de Champaña dirigidos por su madre Adela de Champaña, se casó con Isabel, de apenas diez años de edad, inmediatamente después de la muerte de Luis VII de Francia, el 28 de abril de 1180, boda celebrada por los obispos Enrique de Senlis y Roger Laon, en la abadía de Santa Trinidad en Bapaume, trayendo ella como dote el condado de Artois. El matrimonio fue arreglado por su tío materno, Felipe de Alsacia, conde de Flandes, que fue asesor del rey. Las ceremonias se celebraron en el castillo de Bapaume, cerca del territorio flamenco.

### Reina de Francia
Isabel fue coronada reina de Francia en la Basílica de Saint-Denis, París, el 28 de mayo de 1180, cerca de las posesiones flamencas de Valois, donde el arzobispo de Sens, con la asistencia de los obispos de París y Orleans, ungió y coronó a la nueva reina, con el conde de Flandes llevando la espada durante la procesión.
Isabel tenía la ventaja de ser de sangre carolingía, ya que los condes de Henao eran descendientes de Carlos de Basse-Lorraine.
La boda no fue del agrado de la reina madre, puesto que había significado el rechazo de su sobrino y la disminución de la influencia de sus parientes.
Delicada y culta, se convirtió en la protectora de los poetas, creando una Corte de amor. Recibió elogios extravagantes de algunos analistas, y ganó el afecto y amor de Felipe debido a su dulzura y belleza. Sin embargo, era  incapaz de proporcionarle un heredero,  sólo tenía 14 años de edad en ese momento. Mientras tanto, el rey Felipe entró en guerra en 1184 contra Flandes, y enfurecido al ver que Balduino, el padre de su esposa, apoyaba a sus enemigos, convocó un concilio en Senlis en marzo de 1184 con el fin del divorcio, aunque la quería, aduciendo como pretexto que el matrimonio no se había consumado. 
Según Gilberto de Mons, Isabel apareció entonces descalza y vestida como una penitente en las iglesias de la ciudad, ganando la simpatía de la gente. Sus apelaciones les enfureció tanto que se fueron al palacio y comenzaron a gritar lo suficientemente fuerte para ser escuchados en el interior. Roberto I de Dreux, el tío del rey, lo convenció con éxito del no repudio, ya que de seguir el repudio también habría significado la pérdida de Artois para la Corona francesa y porque "no podía su Majestad permanecer indiferente a tanto amor".
Finalmente, el 5 de septiembre de 1187, dio a luz al tan ansiado heredero, el futuro rey Luis VIII de Francia.

### Muerte
Su segundo embarazo fue muy difícil. El 14 de marzo de 1190, Isabel dio a luz a dos niños gemelos llamados Roberto y Felipe. Debido a las complicaciones en el parto, Isabel murió al día siguiente y fue enterrada después de una ceremonia dirigida por Maurice de Sully, en la Catedral de Notre Dame (París). Aún no había cumplido 20 años de edad y fue llorada por  el rey y muchos en la capital, pues había sido una reina popular.
Los gemelos vivieron sólo cuatro días, ambos murieron el 18 de marzo de 1190. Su hijo Luis la sucedió como conde de Artois. La dote de Artois de Isabel volvió finalmente a la Corona francesa tras la muerte del rey Felipe, cuando su hijo Luis se convirtió en rey.